# Eriovixia gryffindori
Eriovixia gryffindori is een spinnensoort in de taxonomische indeling van de wielwebspinnen (Araneidae).
Het dier behoort tot het geslacht Eriovixia. Het werd in 2016 ontdekt in de Indiase deelstaat Karnataka en is vernoemd naar de tovenaar Godric Gryffindor (in het Nederlands: Goderic Griffoendor) uit de befaamde Harry Potter-boeken. De spin lijkt volgens de ontdekkers op de magische hoed van de imaginaire tovenaar.